# Йоанка (Каліський повіт)
Йоанка (пол. Joanka) — село в Польщі, у гміні Щитники Каліського повіту Великопольського воєводства.
Населення — 158 осіб (2011).
У 1975-1998 роках село належало до Каліського воєводства.

## Демографія
Демографічна структура станом на 31 березня 2011 року:
|          | Загалом | Допрацездатний вік | Працездатний вік | Постпрацездатний вік |
| -------- | ------- | ------------------ | ---------------- | -------------------- |
| Чоловіки | 86      | 10                 | 67               | 9                    |
| Жінки    | 72      | 14                 | 38               | 20                   |
| Разом    | 158     | 24                 | 105              | 29                   |